# Формула-1 — Гран-прі Італії 1964
Гран-прі Італії 1964 року — восьмий етап чемпіонату світу 1964 року з автоперегонів у класі Формула-1, що відбувся 6 вересня на автодромі «Монца».
Філа Хілла, після пожежі на попередньому Гран-прі, в команді Купер-Клімакс замінив пілот з Родезії Джон Лав.
До перегонів допускались 20 найкращих за підсумками кваліфікації. Але, оскільки Жан-Клод Рюдаз, який показав 20-й результат, на старт гонки не вийшов, його місце зайняв 21-й за підсумками кваліфікації Моріс Трентіньян. Для француза це було останнє Гран-прі в кар'єрі.
Протягом гонки Джон Сертіс та Ден Ґерні боролися між собою за перемогу, змінюючи один одного на чолі пелотону. Лише за кілька кіл до фінішу американець через проблеми з двигуном відстав і зрештою навіть не потрапив до залікової шістки. Сертіс здобув свою другу в сезоні і третю в кар'єрі перемогу. Завдяки їй він впритул наблизився в загальному заліку чемпіонату до двох лідерів — Ґрема Хілла та Джима Кларка, які в цій гонці швидко зійшли і не здобули жодного очка.
Друге місце на фініші гонки посів Брюс Макларен (це було його 50-е Гран-прі), відставши від Сертіса більш ніж на хвилину. Третє місце виборов італієць Лоренцо Бандіні, випередивши Річі Ґінтера на кілька сотих секунди.

## Результати

### Кваліфікація
|    | Пілот                  | Команда                | Час    |
| -- | ---------------------- | ---------------------- | ------ |
| 1  | Джон Сертіс            | Феррарі                | 1:37.4 |
| 2  | Ден Ґерні              | Бребгем-Клімакс        | 1:38.2 |
| 3  | Ґрем Хілл              | БРМ                    | 1:38.7 |
| 4  | Джим Кларк             | Лотус-Клімакс          | 1:39.1 |
| 5  | Брюс Макларен          | Купер-Клімакс          | 1:39.4 |
| 6  | Йо Зіфферт             | Бребгем-БРМ            | 1:39.7 |
| 7  | Лоренцо Бандіні        | Феррарі                | 1:39.8 |
| 8  | Майк Спенс             | Лотус-Клімакс          | 1:40.3 |
| 9  | Річі Ґінтер            | БРМ                    | 1:40.4 |
| 10 | Ронні Бакнум           | Хонда                  | 1:40.4 |
| 11 | Джек Бребем            | Бребгем-Клімакс        | 1:40.8 |
| 12 | Йо Бонньє              | Бребгем-Клімакс        | 1:41.0 |
| 13 | Іннес Айрленд          | БРП-БРМ                | 1:41.0 |
| 14 | Боб Андерсон           | Бребгем-Клімакс        | 1:41.3 |
| 15 | Джанкарло Баґетті      | БРМ                    | 1:41.4 |
| 16 | Людовіко Скарфіотті    | Феррарі                | 1:41.6 |
| 17 | Майк Гейлвуд           | Лотус-БРМ              | 1:41.6 |
| 18 | Пітер Ревсон           | Лотус-БРМ              | 1:42.0 |
| 19 | Маріу Араужу де Кабрал | Derrington-Francis-ATS | 1:42.6 |
| 20 | Жан-Клод Рюдаз         | Купер-Клімакс          | 1:43.0 |
| 21 | Моріс Трентіньян       | БРМ                    | 1:43.3 |
| 22 | Тревор Тейлор          | БРП-БРМ                | 1:43.8 |
| 23 | Джекі                  | Бребгем-БРМ            | 1:44.1 |
| 24 | Джон Лав               | Купер-Клімакс          | 1:48.5 |
| 25 | Ян Ребі                | Бребгем-БРМ            | 1:52.2 |

### Гонка
|      | Пілот                  | Команда                | Кіл | Час                   | Старт | Очок |
| ---- | ---------------------- | ---------------------- | --- | --------------------- | ----- | ---- |
| 1    | Джон Сертіс            | Феррарі                | 78  | 2:10:51.8             | 1     | 9    |
| 2    | Брюс Макларен          | Купер-Клімакс          | 78  | +1:06.0               | 5     | 6    |
| 3    | Лоренцо Бандіні        | Феррарі                | 77  | +1 коло               | 7     | 4    |
| 4    | Річі Ґінтер            | БРМ                    | 77  | +1 коло               | 9     | 3    |
| 5    | Іннес Айрленд          | БРП-БРМ                | 77  | +1 коло               | 13    | 2    |
| 6    | Майк Спенс             | Лотус-Клімакс          | 77  | +1 коло               | 8     | 1    |
| 7    | Йо Зіфферт             | Бребгем-БРМ            | 77  | +1 коло               | 6     |      |
| 8    | Джанкарло Баґетті      | БРМ                    | 77  | +1 коло               | 15    |      |
| 9    | Людовіко Скарфіотті    | Феррарі                | 77  | +1 коло               | 16    |      |
| 10   | Ден Ґерні              | Бребгем-Клімакс        | 75  | +3 кола               | 2     |      |
| 11   | Боб Андерсон           | Бребгем-Клімакс        | 75  | +3 кола               | 14    |      |
| 12   | Йо Бонньє              | Бребгем-Клімакс        | 74  | +4 кола               | 12    |      |
| 13   | Пітер Ревсон           | Лотус-БРМ              | 72  | +6 кіл                | 18    |      |
| 14   | Джек Бребем            | Бребгем-Клімакс        | 59  | двигун/шатун          | 11    |      |
| 15   | Джим Кларк             | Лотус-Клімакс          | 27  | двигун                | 4     |      |
| Схід | Маріу Араужу де Кабрал | Derrington-Francis-ATS | 24  | запалювання           | 19    |      |
| Схід | Моріс Трентіньян       | БРМ                    | 21  | впорскування пального | 21    |      |
| Схід | Ронні Бакнум           | Хонда                  | 12  | гальма                | 10    |      |
| Схід | Майк Гейлвуд           | Лотус-БРМ              | 4   | двигун                | 17    |      |
| Схід | Ґрем Хілл              | БРМ                    | 0   | зчеплення             | 3     |      |
| НС   | Жан-Клод Рюдаз         | Купер-Клімакс          |     |                       | 20    |      |
| НКВ  | Тревор Тейлор          | БРП-БРМ                |     |                       |       |      |
| НКВ  | Джекі                  | Бребгем-БРМ            |     |                       |       |      |
| НКВ  | Джон Лав               | Купер-Клімакс          |     |                       |       |      |
| НКВ  | Ян Ребі                | Бребгем-БРМ            |     |                       |       |      |